# Torneo de Bangkok
El Torneo de Bangkok, oficialmente Abierto de Tailandia, fue un torneo oficial profesional de tenis masculino que se realizaba en Bangkok, Tailandia, sobre pista dura cubierta en el complejo "Impact Arena". Desde el año 2003 estuvo incluido en el calendario del circuito ATP y formó parte del ATP World Tour 250. En 2013 fue cancelado y sustituido por el Torneo de Shenzhen en China.
Entre 2005 y 2007 un torneo de mujeres de la WTA se llevó a cabo en paralelo con el torneo masculino.
El torneo formó parte de la preparación para el Masters de Shanghái, el torneo de tenis más importante jugado en tierras asiáticas. El tenista que más veces lo ganó fue Roger Federer con 2 títulos.

## Campeones

### Individuales
| Año  | Campeón                | Finalista           | Resultado     |
| ---- | ---------------------- | ------------------- | ------------- |
| 2003 | Taylor Dent            | Juan Carlos Ferrero | 6-3, 7-6(5)   |
| 2004 | Roger Federer          | Andy Roddick        | 6-4, 6-0      |
| 2005 | Roger Federer          | Andy Murray         | 6-3, 7-5      |
| 2006 | James Blake            | Ivan Ljubičić       | 6-3, 6-1      |
| 2007 | Dmitry Tursunov        | Benjamin Becker     | 6-2, 6-1      |
| 2008 | Jo-Wilfried Tsonga     | Novak Djokovic      | 7-6(4), 6-4   |
| 2009 | Gilles Simon           | Viktor Troicki      | 7-5, 6-3      |
| 2010 | Guillermo García-López | Jarkko Nieminen     | 6-4, 3-6, 6-4 |
| 2011 | Andy Murray            | Donald Young        | 6-2, 6-0      |
| 2012 | Richard Gasquet        | Gilles Simon        | 6-2, 6-1      |
| 2013 | Milos Raonic           | Tomáš Berdych       | 7–6(4), 6–3   |

### Dobles
| Año  | Campeones                             | Finalistas                           | Resultado           |
| ---- | ------------------------------------- | ------------------------------------ | ------------------- |
| 2003 | Jonathan Erlich Andy Ram              | Andrew Kratzmann Jarkko Nieminen     | 6-3, 7-6(7–4)       |
| 2004 | Justin Gimelstob Graydon Oliver       | Yves Allegro Roger Federer           | 5-7, 6-4, 6-4       |
| 2005 | Paul Hanley Leander Paes              | Jonathan Erlich Andy Ram             | 6-7(5–7), 6-1 y 6-2 |
| 2006 | Jonathan Erlich Andy Ram              | Andy Murray Jamie Murray             | 6-2, 2-6, [10-4]    |
| 2007 | Sanchai Ratiwatana Sonchat Ratiwatana | Michael Llodra Nicolas Mahut         | 3-6, 7-5, [10-7]    |
| 2008 | Lukas Dlouhy Leander Paes             | Scott Lipsky David Martin            | 6-4, 7-6(7–4)       |
| 2009 | Eric Butorac Rajeev Ram               | Guillermo García-López Mischa Zverev | 7-6(7–4), 6-3       |
| 2010 | Christopher Kas Victor Troicki        | Jonathan Erlich Jurgen Melzer        | 6-4, 6-4            |
| 2011 | Oliver Marach Aisam-ul-Haq Qureshi    | Michael Kohlmann Alexander Waske     | 7-6(7–4), 7-6(7–5)  |
| 2012 | Lu Yen-hsun Danai Udomchoke           | Eric Butorac Paul Hanley             | 6-3, 6-4            |
| 2013 | Jamie Murray John Peers               | Tomasz Bednarek Johan Brunström      | 6-3, 3-6, [10-6]    |